# 揖斐川電気モハニ1形電車
揖斐川電気モハニ1形電車（いびがわでんきモハニ1がたでんしゃ）は、かつて揖斐川電気の鉄道線（現・養老鉄道養老線）で運用されていた電車である。
後に関西急行電鉄へ引き継がれ、モニ5001形となり、近鉄へ引き継がれた。

## 概要
- 全線電化に合わせて、1923年（昭和3年）に日本車輌製造で電動車10両（モハニ1 - 10）と付随車3両（クハ101 - 103）が製造された。電装品はGE製であり、当時の社長の立川勇次郎が自ら買いいれたという。車体は木造で、一般的な15m級車両より一回り小さいのが大きな特徴の両運転台車であり、電動車は新造時にはGE製の大型パンタグラフを装備し、外観上の大きな特徴であった。正面は丸みを帯びた3枚窓であった。
- 運転席後部に荷物室（容量5.6m3、最大積載量1.0t）が設けられ、側面配置は「1D11D1(D)1」（(D)は手荷物室扉。両車端1窓部分は乗務員室）となっている。
- 1928年（昭和3年）には、東洋車輌で電動車2両（モハニ11 - 12）と付随車4両（クハ201 - 204）が製造されたが、これらは半鋼製であった。
- 3、5、10は事故により破損し、復旧後に改番され、21、31、33となった。
- 関西急行時代に改番され、電動車は従来の番号に5000番台、付随車は5400番台をつけられるが、番号の整理により8は5003、9は5005となった。
- 近鉄時代に車体の鋼鉄化や荷物室の撤去、片運転台化などで改番が行われたが、製造時から殆ど養老線で使用され続け[2]、1970年から1971年にかけて廃車となった。

### 各車輌の経歴
- 1・2
  - 　関西急行時代にモニ5001、5002に改番。1955年（昭和30年）頃に車体を鋼体化されたが、正面は3枚窓で原型に近い状態であった。1964年（昭和39年）に片運転化と荷物室撤去改造を受け、モ5001、5002に改番された。
- 3
  - 事故後に半鋼体化し21として復旧。関西急行時代にモニ5021に改番。1958年（昭和33年）に片運転化。
- 4・6・7・8・9
  - 関西急行時代に改番。その際8はモニ5003、9はモニ5005になっている。1955年に車体を鋼体化した際、正面は丸みのある3枚窓から平面の2枚窓になっている。モニ5005からモニ5007はこの改造時に片運転化しモニ5041からモニ5043に改番している。モニ5004は1965年（昭和40年）に片運転化と制御車化され、クニ5321となった。モニ5005も同時期に片運転化と制御車化され、クニ5331となった。
- 5・10
  - 　事故後に31・32として復旧。関西急行時代にモニ5031、5032に改番。1964年にモニ5031は制御車化されクニ5331となった。
- 11・12
  - 関西急行時代にモニ5011・5012に改番。5011は1959年（昭和39年）、5012は1958年（昭和33年）に荷物室撤去、片運転化、正面2枚窓化の改造を受け、モ5011・5012となった。
- 101 - 103
  - 伊勢電気鉄道時代にクハ401 - クハ403に改番後、関西急行時代にク5401 - ク5403に改番。1955年に車体を鋼体化。
- 201 - 204
  - 伊勢電気鉄道時代にクハ411 - ク414に改番後、関西急行時代にク5411 - ク5414に改番。

## 主要諸元
新製時
- 全長：14,523mm
- 全幅：2,490mm
- 全高：3,951mm
- 自量：28.5t
- 定員：74人（内座席40人）
- 主電動機：GE-269-C型　37.4kW×4基